# Oregon Route 569
Az Oregon Route 569 (OR-569) egy oregoni állami országút, amely kelet–nyugati irányban a Eugene és Springfield feletti negyedkörben, a 126-os út és az Interstate 5 között halad.
A szakasz Beltline Highway No. 69 néven is ismert.

## Leírás
A szakasz Danebótól délkeletre, a 126-os út elágazásánál kezdődik északi irányban. Egy vasúti felüljáró után a nyomvonal osztott pályán, 2×2 sávon halad tovább; két szintbeli kereszteződést követően a keresztező útvonalak rámpákkal csatlakoznak. Miután elérte a 99-es utat, a vonalvezetés keleti irányúvá változik, majd a Fir Grove-tól délkeletre fekvő csomópontnál Springfieldbe érkezik. A Willamette-folyón való délkeleti irányú átkelést követően a pálya elhalad a Delta Highway alatt, végül az Interstate 5 csomópontjához ér.
Egy végül elvetett fejlesztési terv szerint új csatlakozási pont épült volna a West Eugene Parkwayhez. Számos további csomópont is átépült, vagy tervezés alatt áll: a Delta Highway rámpáit később fogják átalakítani, az Interstate 5-höz kapcsolódóak viszont már 2008-ban elkészültek: mivel a lóhere-formát veszélyesnek tartották, több áthidaló rámpa is épült. A közeljövőben a Gateway Boulevard csomópontját is átépítik.
Az országutat Lane megye építtette az 1960-as években, majd 1978-ban 69-es számmal állami kezelésbe adták; 2002. szeptember 19-én a Route 69 jelzést kapta, azonban a szexpózra való utalás miatt a szám nem volt szerencsés. Mivel a 2008-as atlétikai versenysorozat alatt fontos volt az egyértelmű jelölés, a közlekedési hatóság a közlekedési bizottságtól a szám 14-re változtatását kérte. A szervezet 2007. január 25-i ülésén az 569-es számot választotta, amely megfelel a hatóság által adott és a valódi szám közötti eltéréskor megszokott gyakorlatnak (ennek oka legtöbbször, hogy a kívánt jelölés már foglalt); a számot szereplő jelzőtáblákat az év augusztusában helyezték ki.

### Vita az átnevezés körül
2010 elején az államot kormányzó Ted Kulongoski kérte, hogy az utat nevezzék át Randy Papé helyi üzletember és közösségi vezető tiszteletére, mely javaslatot március 11-én a közlekedési hatóság elfogadta, így a szakasz neve Randy Papé Beltwayre változott. Ez a döntés nagy visszhangot szült: kevés esély volt bármilyen polgári visszajelzésre, megvalósítása a jelzőtáblák cseréje miatt 250 ezer dollárba került volna. 2010. április 13-án a megyei biztosok tanácsa egyöntetűen a projekt leállítására voksolt, ennek ellenére a közlekedési bizottság április 21-én a pénzügyi nehézségek ellenére a Randy Pape Beltline-ra való átnevezés mellett döntött. A költséghatékonyság miatt csak a szakasz végpontjainál található jelzéseket cserélték, a többi esetében megvárták azok elhasználódását. Az átnevezést ellenzők szerint habár a végkimenetel a felszínen úgy tűnhet, rendben van, a közlekedési hatóság belső levelezése szerint a további betűk megjelentetése erősebb tartókat és támasztékokat követel meg, így a költségek végül félmillió dollárra rúgnak. A projekttel kapcsolatban 2010-ben népszavazás is kezdődött, de a rövid határidő miatt a szükséges 80 ezer helyett mindössze alig több, mint ezer támogatót találtak.